# Jacques Schiffrin
Pour les articles homonymes, voir Schiffrin.
Jacques Schiffrin, né le 28 mars 1892 à Bakou (alors dans l'Empire russe) et mort le 17 novembre 1950 à New York (États-Unis), est un éditeur et traducteur français, resté célèbre pour la création des éditions de la Pléiade en 1923 et de la collection Bibliothèque de la Pléiade intégrées aux éditions Gallimard en 1933.

## Biographie
Jacques Schiffrin est issu d'une famille d'origine juive non pratiquante. Diplômé en droit de la faculté de Genève, il part s'installer à Paris en 1922 après la Révolution russe de 1917 qui le fait fuir à Monte-Carlo.

### L'éditeur
Passionné de littérature, il crée à Paris les éditions de la Pléiade/J. Schiffrin & Co. en 1923, situées au 6 de la rue Tournefort. En novembre 1925, il fonde avec Joseph Poutermann, son beau-frère, et Alexandre Halpern, la Société des amis de la Pléiade. En 1931, il lance une édition de luxe des grands auteurs français et étrangers, la « Bibliothèque reliée de la Pléiade » dans laquelle paraissent une douzaine de volumes dont les œuvres de Baudelaire, Racine, Voltaire, Edgar Allan Poe, Laclos, Musset et Stendhal.
Il se lie d'amitié avec de nombreux grands auteurs de cette période et tout particulièrement avec André Gide, avec qui il fait la traduction des Nouvelles de Pouchkine, et dont il devient un ami intime avec lequel il entretiendra une très importante correspondance durant 30 ans. C'est André Gide qui pousse Gaston Gallimard, propriétaire des éditions de la N.R.F., à intégrer la Bibliothèque de la Pléiade aux éditions Gallimard, chose qui sera réalisée le 31 juillet 1933. Jacques Schiffrin devient alors le premier directeur de cette collection.
En 1936, Jacques Schiffrin accompagne, en tant qu'interprète, André Gide dans un voyage de découverte de l'U.R.S.S. à l'invitation des Soviétiques.
Naturalisé français en 1937, Jacques Schiffrin est mobilisé en 1939 dans l'armée française.
Le 5 novembre 1940, à la suite des lois anti-juives, il est licencié subitement par Gaston Gallimard et part se réfugier aux États-Unis avec sa famille en 1941, via Marseille, Casablanca et Lisbonne avec l'aide financière d'André Gide,.
Il s'installe à New York pour continuer son métier d'éditeur en fondant les éditions Pantheon Books avec, notamment, le couple d'éditeurs allemands Helen et Kurt Wolff. Il ne reviendra jamais en France et mourra à New York des suites d'une maladie respiratoire.

### Le traducteur
Jacques Schiffrin a traduit en français des auteurs russes (Tourgueniev, Pouchkine, Gogol, Dostoïevski), qui ont été publiés, dès 1929, par sa première maison d'édition, et, après guerre par le Club français du livre.

### Famille
Jacques Schiffrin est le frère du producteur de cinéma Simon Schiffrin.
Il a été marié, de 1921 à 1927, à la pianiste française Youra Guller, avant le départ de celle-ci pour Shanghai. Il s'est remarié à Simone Heymann avec laquelle il a eu deux enfants, dont André Schiffrin (1935-2013).